# Maggie Greene
Maggie Greene o Maggie Rhee es un personaje ficticio de la serie de cómics de The Walking Dead, interpretado por Lauren Cohan en la serie de televisión del mismo nombre. Ella es la segunda hija de Hershel Greene y esposa de Glenn. En los cómics, se convierte en la esposa y viuda después de que Glenn fuese asesinado, y toma el papel de ser madre sustituta para Sophia Peletier tras el suicidio de la madre biológica de la niña, y en última instancia actúa como la líder de la Colonia Hilltop.
En ambos medios Maggie y Glenn forman una relación y logran contraer matrimonio, ella es la segunda hija de Hershel de siete hijos y se convierte en la madre sustituta a Sophia tras el suicidio de la madre de la niña, Carol. Maggie inicialmente es una chica insegura y deprimida, incluso ella intentó suicidarse cuando toda su familia fue asesinada. Sin embargo, a medida que pasa el tiempo, Maggie se fortalece y se vuelve más independiente. Sale de la zona segura de Alexandría y se traslada a la colonia de Hilltop. Más tarde, se involucra con la guerra contra Los Salvadores. Maggie empieza a destacar en Hilltop y anima a las personas a seguir el ejemplo de Rick Grimes dejando de costado a Gregory su líder, quien los sometía al oscuro orden de Negan, Maggie fortalece a su gente y de pronto comienzan a abrir los ojos. En consecuencia, las personas de Hilltop escuchan a ella en lugar de Gregory y ella se convierte en la nueva líder. Después de la guerra, Maggie tiene un hijo llamado Hershel, como su fenecido padre, ella sigue siendo muy protectora de los niños, así como Carl Grimes, sin dejar de estar en desacuerdo con el líder anterior, Gregory. Sin embargo las personas están en desacuerdo con su liderazgo debido a su evidente una mayor preocupación por su grupo, pero hay algunos que le idolatran incluyendo Dante, que muestra tener sentimientos por Maggie.
En la serie de televisión, Maggie no comparte las inseguridades de su homólogo del cómic y es mucho más independiente. Inicialmente, Maggie es inexperta e ignoraba la situación del apocalipsis, siendo protegida en gran medida en la granja de la familia Greene, pero una vez que el grupo de Rick llega, Maggie se convierte en una luchadora feroz y especializada, convirtiéndose hábil con las armas y participa en las carreras de suministro para el grupo. Maggie forma una relación sexual con Glenn, al inicio creía que era temporal y durante la trayectoria de la historia debido a muchas pruebas que ambos pasan y los eventos que ocurren ambos terminan enamorándose, llevando eventualmente a su matrimonio. Su relación es puesta a prueba de numerosas maneras.

## Descripción del personaje
Maggie es presentada como hija mayor en la serie televisiva y en los cómics es la segunda hija, su personalidad es confiada y de figura atlética y en la serie televisiva es la hermana de Beth Greene. Ha crecido en la granja de su padre toda su vida y ha sufrido la pérdida de su madre a una edad temprana. Cuando comenzó el brote, Hershel abarricó a la su familia y a sus amigos en la granja. Fue durante este tiempo que su sentimiento de fe, una vez que fue conociendo lo atroz que estaba el mundo, Maggie empezó a perder las ganas de luchar y ella se quedó con dudas sobre lo que ella creía. Con frecuencia hacía carreras de suministros para todos. En los cómics Maggie es muy tímida y no tan ruda como en la serie de televisión.

## Historia (Cómic)
Maggie era una joven muy tímida que no entendía la situación, pero con el tiempo su carácter se fortalece cuando toma represalia por el asesinato de sus hermanas menores (Susie y Rachel) quienes murieron a manos de Thomas un recluso de la prisión. Maggie y Glenn contraen matrimonio en la comunidad penitenciaria y adoptan a Sophia después del suicidio de Carol. Junto con su esposo, Dale, Andrea, Sophia, Ben y Billy huyen de la prisión después del último asalto del Gobernador. Cuando descubre que su padre y hermano han muerto, intenta suicidarse colgándose de un árbol pero es encontrada y salvada a tiempo por Glenn y el grupo. Más adelante se niega a hablar de este suceso con Glenn. Al llegar a Alexandria se le asigna el trabajo de maestra de niños. Posteriormente se entera de que está embarazada. Al descubrir el grupo la existencia de Hilltop, Glenn la convence para que junto con Sophia se muden a vivir allí, ya que parece un lugar más seguro que Alexandria y puedan vivir felices con el nuevo bebé que está esperando. Pero la tranquilidad no duró por mucho tiempo con la llegada de Negan y Los Salvadores y es ahí en donde Glenn es asesinado por Negan durante una emboscada y Maggie se queda sola con su hija adoptiva Sophia y Hershel Jr. en Hlltop y poco a poco Maggie comienza a liderar la colonia de Hilltop y ayuda a levantarse contra Los Salvadores, destrona a su cobarde y egoísta líder Gregory y se vuelve una potencial figura en Hilltop.

## Adaptación de TV

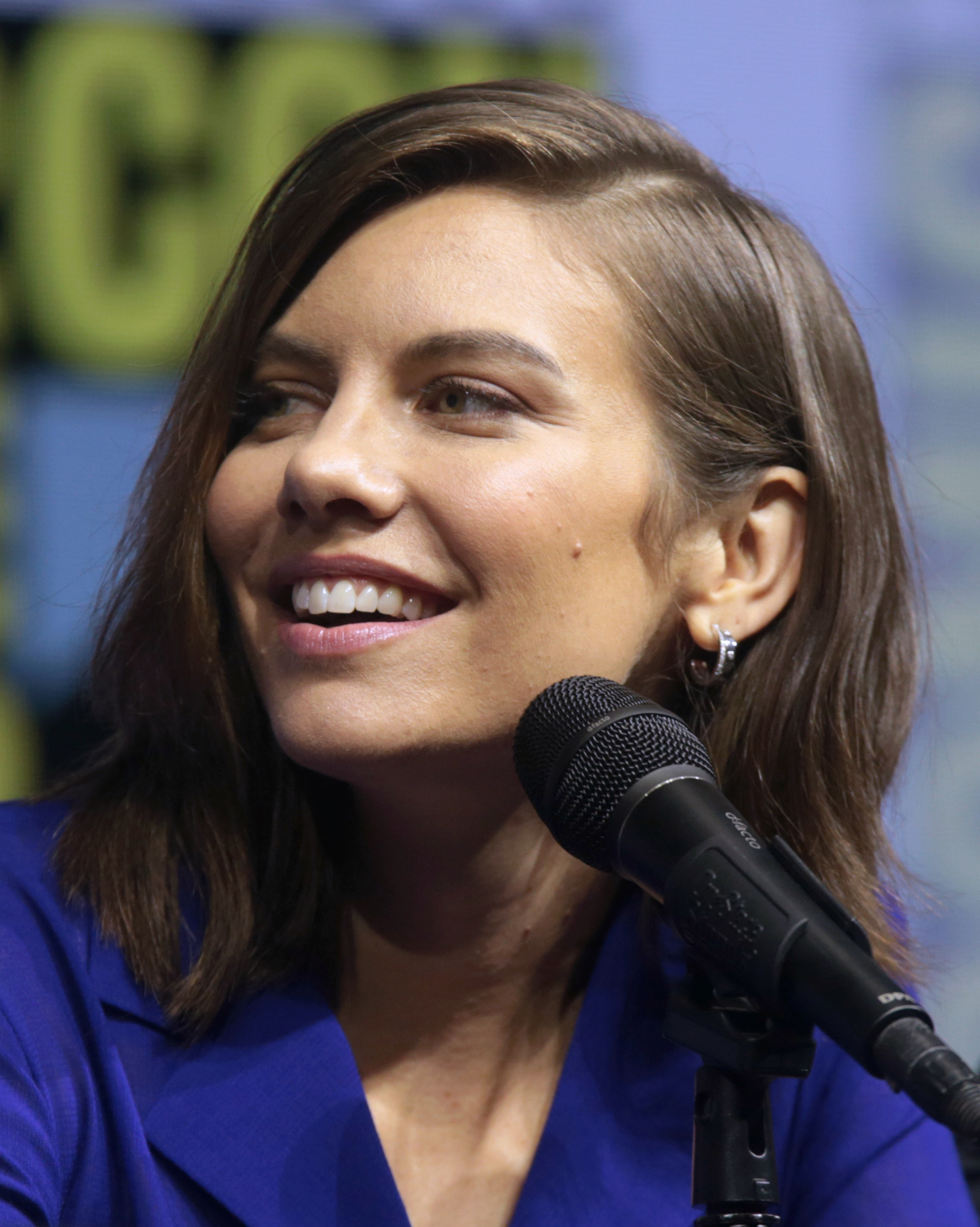
Lauren Cohan es la actriz de origen británico-estadounidense que interpreta a Maggie Greene en la serie televisiva.

Maggie se introduce como hija mayor de Hershel. Ella ha crecido en la granja de su padre durante toda su vida y sufrió la pérdida de su madre a una edad temprana. Ella guardaba cierto resentimiento y formó un punto de rebeldía, cuando Hershel se volvió a casar y tuvo una segunda hija (Beth). Sin embargo, ella se convirtió en una eventual aceptación de su nueva familia. Cuando comenzó el holocausto zombi, Hershel dio acogida su familia y sus amigos en la granja. Fue durante este tiempo que su fuerte sentido de la fe comenzó a disminuir, y ella se quedó con dudas acerca de lo que ella creía. Ella frecuentemente se encargaba en traer comida y provisiones para su familia y amigos.

### Segunda temporada (2011-12)
Maggie aparece por primera vez el segundo episodio de la segunda temporada "Bloodletting", Maggie se vio por primera vez ayudando a Lori para trae a la granja, a su hijo Carl quien estaba siendo tratado por una herida de bala. En el episodio "Save the Last One", Maggie encuentra a Glenn orando por primera vez, y los dos inician una conversación. En el episodio "Cherokee Rose", Glenn y Maggie comparten algunos momentos de licitación antes de comenzar a correr juntos. En última instancia, tienen relaciones sexuales dentro de la farmacia local, dejando a Glenn extasiado. En el episodio "Chupacabra", Maggie insiste en que fue cosa de una sola vez. Los dos hacen intercambios secretos y mantienen su relación en secreto, hasta que Glenn encuentra el granero lleno de caminantes frente a su casa. En el episodio "Secrets", Maggie le ruega a Glenn que no le cuente a los demás el granero, pero pronto revela este secreto. Maggie se siente frustrada y traicionada por Glenn cuando no cumple su promesa de no revelar que los caminantes están en el establo. Sin embargo, sus sentimientos por Glenn se vuelven más fuertes después de que él la salva de un caminante en la farmacia durante otra carrera de suministros por comprarle unas pastillas abortivas a Lori, quien luego Maggie le termina reclamando a esta por ponerlos a ambos en riesgo. En el final de mitad de temporada "Pretty Much Dead Already", Glenn le cuenta al resto del grupo sobre el granero y Shane convence al grupo en ir al granero para eliminar a los caminantes que estaban alojados en el recinto del establo, finalmente se rompe el granero, lo que lleva a Glenn y los demás sobrevivientes a matar a todos los caminantes que salen de la pista del granero, y Maggie y su familia se quedan mirando con horror. En el episodio "Nebraska", Shane (Jon Bernthal) se enfrenta a Hershel sobre el granero, específicamente acusándolo de saber que la hija de Carol (Melissa McBride) Sophia (Madison Lintz) la niña que el grupo buscaba, era uno de los caminantes en el establo, Hershel y Maggie niegan eso. Cuando Hershel desaparece, ella le suplica a Glenn que no lo busque. En el episodio "18 Miles Out", su hermana, Beth se convierte en suicida y Andrea (Laurie Holden) la alienta a tomar una decisión sobre si ella desea vivir o no. Maggie y Lori descubren y fuerzan la puerta antes de que Beth pueda terminar de cortarse las muñecas; Maggie expulsa a Andrea de la casa como resultado. En el episodio "Better Angels", cuando el grupo sobreviviente se muda a la casa de Hershel a petición de este, Maggie le dice a Glenn que puede mudarse a su habitación, pero él se niega y al final accede. En el final de la temporada "Beside the Dying Fire", una masiva horda de caminantes ataca la granja. Después de que la granja se haya invadida y murieron Jimmy, Patricia, Shane y Dale. Maggie y Glenn deben dependerse mutuamente a medida que el grupo se dispersa, ya que ellos se separan del grupo. En el camino, él declara su amor por ella. Los dos se reencuentran con el grupo en la carretera.

### Tercera temporada (2012-13)
En el estreno de la temporada "Seed", después de pasar el invierno en la carrera, el grupo descubre una prisión abandonada y Maggie demuestra que es una soldado capaz de ayudar a despejar el patio de los caminantes. Sin embargo, la pierna de su padre Hershel es mordida y amputada por Rick en el proceso. En el episodio "Sick", Maggie debe aceptar la posibilidad de perder a su padre. Ella se sienta con Hershel mientras él está inconsciente y ella le insta a que la deje ir. En el episodio "Killer Within", ella está presente cuando Lori se pone de parto durante un ataque de un caminante en la prisión. Una vez que Lori se da cuenta de que está a punto de sufrir una hemorragia, le ordena a Maggie que le haga una cesárea. Maggie obedece, salvando al bebé pero perdiendo la vida de Lori durante el proceso. En el episodio "Say The Word", Daryl y Maggie van a una guardería abandonada a buscar leche para bebés y artículos infantiles. En el episodio "Hounded", mientras que ella va hacia fuera en busca de provisiones, ella y Glenn son emboscados por Merle y llevados a Woodbury para ser interrogados. En el episodio "When the Dead Come Knocking", Glenn es torturado y Maggie se ve obligada a desnudarse por El Gobernador el cual la amenaza con violarla para conseguir la ubicación de su campamento, que ella finalmente lo hace cuando El Gobernador amenaza con asesinar a Glenn. En el final de mitad de temporada, Made to Suffer el grupo de Rick llegan a Woodbury y rescatan a Maggie y Glenn, y Daryl es capturado. A medida que se escapan por encima del muro, Oscar es abatido mortalmente y Maggie le dispara en la cabeza para evitar su reanimación.
En el estreno de mitad de temporada "The Suicide King", Maggie se remonta a Woodbury con Rick y rescatan a Daryl y Merle. En el episodio "Home" de vuelta a la prisión, Maggie se pelea con Glenn por lo que le hizo El Gobernador en Woodbury y al poco momento junto con su hermana Beth comparten un lindo momento al darle el biberón a la bebé Judith, poco después El Gobernador ataca la prisión, Maggie sale con dos Rifles de asalto y uno se la da a Beth y ambas comienzan a defender su hogar. En el episodio "I Ain’t A Judas", cuando Andrea llega a la prisión, Maggie le dice lo que El Gobernador y sus hombres le hicieron a ella y a Glenn. En el episodio "Arrow On The Doorpost", Maggie y Glenn finalmente se reconcilian. En el episodio "This Sorrowful Life", Glenn le propone matrimonio a Maggie y Maggie acepta. En el final de temporada "Welcome to the Tombs", Maggie participa en la defensa de la prisión del Ejército Woodbury, escondiéndose en la pasarela de la prisión usando un traje anti-motines y comienza a disparar al ejército del Gobernador. Cuando terminó el caos, que está presente como los ciudadanos restantes Woodbury en donde ellos son recibidos por Rick para que vivan en la prisión.

### Cuarta temporada (2013-14)
En el episodio premier "30 Days Without an Accident" han pasado varios meses después del ataque fallido del Gobernador, Maggie y Glenn ya eran esposos y su relación cada vez se fortalecía, el grupo en la prisión ha crecido y eran encargados en traer provisiones. Se revela en el final del episodio que Maggie pasó por un susto debido a un embarazo de falsa alarma. Maggie menciona que sí le hubiera gustado haber estado embarazada, tener una familia, y parece gustarle la idea, pero Glenn se siente más reservado en ese aspecto. En el episodio "Infected", Maggie y Carl rescatan a Michonne cuando es atacada por un grupo de caminantes. En el episodio "Isolation", cuando una extraña enfermedad se expande en el grupo, Maggie es una de los pocas que no ha sido afectada; incluso su esposo Glenn fue puesto en cuarentena. Maggie y Rick intentan hablar con Hershel de no acercarse a los enfermos, pero él insiste en que él necesita ayudarlos.
En el episodio "Internment", Maggie ayuda a estabilizar a las vallas junto con Rick para mantener a los caminantes fuera de la prisión, hasta que Rick le dice a que vaya a ayudar a Hershel cuando oyen disparos. Ella encuentra a Glenn inconsciente y con la ayuda de su padre logran revivirlo, y pronto Bob, Daryl, Michonne y Tyresse llegan con antibióticos y salvan al resto del grupo incluyendo a su esposo Glenn. En el final de mitad de temporada "Too Far Gone", Maggie fue testigo cuando El Gobernador asesino a su padre, y se defiende cuando el grupo del Gobernador ataca la prisión. Maggie rescata a Glenn y lo pone en el autobús, pero se separan una vez que sale del autobús. Cuando Bob es herido de un disparo, se escapa de la prisión con Sasha y Bob, poco antes que sucumbiera El Gobernador y su grupo.
En el episodio "Inmates", Maggie busca a Glenn con Sasha y Bob. Poco después encuentran aquel autobús el cual estaban abordando una parte del grupo de la prisión, pero no encuentra ninguna señal de Glenn, Maggie parte en lágrimas, y luego se alegra de saber que Glenn no se hallaba ahí. En el episodio "Alone", cuando Maggie encuentra una señal de Terminus ella quiere ir hacia ayá. Ella cree que Glenn podía estar allí y deja a Sasha y Bob. Maggie deja señales escritas con la sangre de un caminante que ella asesinó diciéndole a Glenn que vaya a Terminus. Eventualmente, ella se reúne con Sasha y Bob y van rumbo a Terminus.
En el episodio "Us", Maggie junto con Bob y Sasha se encuentran con Abraham, Eugene, y Rosita, y le salvan la vida a Glenn y Tara de unos caminantes que estaban en un túnel. Maggie finalmente se reúne con Glenn y los demás se dirigen a Terminus, hasta que por fin llegan a Terminus y son recibidos por una residente llamada Mary, que les ofrece un plato de comida.
En el final de temporada el episodio "A", después de que Rick, Carl, Michonne y Daryl son capturados por los residentes de Terminus quienes los encierran en un vagón, revelando que Maggie y los otros también fueron puestos allí y todos son rehenes.

### Quinta temporada (2014-15)
En el episodio estreno "No Sanctuary", Maggie ayudó al grupo a prepararse para enfrentar a los residentes de Terminus y mientras se preparaba para escapar. Luego de que Glenn, Rick, Daryl y Bob fueran apartados del grupo y llevados hasta un matadero en donde se revela que los residentes de Terminus se dedicaban al canibalismo. Poco después Rick y los demás regresaron a rescatarlos en medio del caos en Terminus, Maggie ayudó a eliminar a los caminantes que les salían al paso y escapó de ese horroroso refugio junto con sus compañeros. En el episodio "Strangers" Maggie y el resto del grupo se alejan de Terminus buscando un refugio seguro hasta que ella y los demás son acogidos por un extraño sacerdote llamado Gabriel Stokes a quien lo salvaron de un grupo de caminantes. En el episodio "Four Walls and a Roof" luego de acabar con los caníbales liderados por Gareth, Maggie emprende un viaje a Washington D. C. en compañía de su esposo Glenn, Rosita, Eugene, Abraham y Tara para encontrar la cura.
En el episodio "Self Help", a lo largo del camino, se revela que el Dr. Eugene Porter ha mentido. En el episodio "Crossed", regresan de nuevo a la iglesia y se reencuentra con Michonne, Carl y Gabriel y les revela la mentira de Eugene. En el final de mitad de temporada "Coda", Michonne revela que su hermana está viva y que se dirige con Michonne, Carl y Gabriel hacia el Grady Memorial Hospital en Atlanta. Sin embargo Maggie junto con Michonne, Carl, Gabriel, Rosita, Abraham, Tara, Glenn y Eugene va en rumbo hacia el Hospital Grady Memorial para encontrar a Beth, quien había sido muerta durante el intercambio de rehenes, y Maggie quedó totalmente devastada.
En el estreno de mitad de temporada "What Happened and What's Going on", Maggie ahora es la única Greene sobreviviente, está deprimida pero acepta ir a Washington con independencia, con la esperanza de un refugio seguro, a pesar de encontrarse con otra pérdida de un miembro del grupo (Tyreese). En el episodio "Them", Maggie es hostil hacia Gabriel por abandonar a sus seguidores religiosos debido a que el les bloqueo la puerta de su iglesia. Ella se une con un Daryl dolido y una desconsolada Sasha, antes de encontrarse con Aaron, un reclutador para una comunidad llamada Alexandría.
En el episodio "The Distance", Maggie y el grupo se muestran desconfiados con Aaron, pero a las finales están de acuerdo en ir con él. En el episodio "Remember", se encuentran con su líder y excongresista, Deanna Monroe y le asigna a Maggie como asistente personal en las operaciones futuras de la ciudad. En el episodio "Forget", Maggie asiste a la fiesta de Deanna. En el episodio "Spend", ella escucha que Gabriel le susurra a Deanna que el grupo de Rick es peligroso. En el final de temporada, "Conquer", después de que Rick trata de resolver problemas con el médico abusivo, Pete Anderson, ella defiende sus creencias ante Deanna al tratar de exiliarlo a su amigo de Rick. Ella entonces se va a enfrentar con Gabriel y encuentra a Sasha sujetándolo a punta de su rifle, pero al final los tres se ponen a orar, haciendo las paces.

### Sexta temporada (2015-16)
En el estreno de la temporada, "First Time Again", Maggie se ocupa de las consecuencias de la confrontación de Glenn con Nicholas. Ella le dice a Tara que Glenn le perdonó la vida, que Nicholas provocó la muerte de Noah y que Glenn le perdonó la vida a pesar de que este intento matarlo. En el episodio "JSS", ella ayuda a mantener a Deanna a salvo fuera de las paredes mientras los Lobos están matando a los residentes en el interior. Una vez que todos los lobos han escapado o han sido asesinados, Maggie regresa a Alexandria y le dice a Deanna que necesita mantenerse fuerte. En el episodio "Now", Maggie va a buscar a Glenn después de su desaparición, y le revela a Aaron que está embarazada. En el final de mitad de temporada "Start to Finish", Maggie se encuentra en un puesto de vigilancia cercano para evitar a la manada de caminantes que ahora han inundado las calles de Alexandria.
En el estreno de mitad de temporada "No Way Out", Enid y Glenn salvan a Maggie del puesto de observación y se unen a los demás para luchar contra la manada dentro de Alexandria. En "The Next World", Maggie se acerca a Enid y le dice que si alguna vez necesita hablar con alguien, estará allí. En "Knots Untie", Maggie sigue a Jesús a la colonia Hilltop y negocia un acuerdo comercial con Gregory cuando es testigo de cómo uno de los miembros de la comunidad apuñala a este por evitar una muerte cercana a manos de Negan y sus secuaces llamados “Los Salvadores” Maggie enseguida lo auxilia y discuten junto con Rick y su grupo ante la amenaza del grupo de Negan hacia Hilltop, el líder de la comunidad, quien les pide que eliminen a Negan y a Los Salvadores a cambio de alimentos y suministros y por evitar más muertes a manos de estos. Luego el doctor de Hilltop le hace una ecografía a Maggie en compañía de Glenn y ambos emocionados viendo el momento. en el episodio, "Not Tomorrow Yet", Maggie y Carol son capturadas después de infiltrarse en una de las bases de Los Salvadores. En "The Same Boat", los Salvadores llevan a Maggie y Carol a un matadero para interrogarlas hasta que lleguen los refuerzos. Maggie y Carol se las arreglan para liberarse y lo consiguen, pero Maggie quiere quedarse para matar a los salvadores. Las dos matan a los Salvadores, junto con los refuerzos que aparecen poco después. Maggie y Carol se reúnen de nuevo con Rick y el grupo y regresan a Alexandria. en el episodio, "East", se ve a Maggie duchándose con Glenn, lo que se revelan los moretones en su cadera y cintura. En caso de que los Salvadores ataquen, Maggie sugiere que creen un alijo de armas en toda la comunidad, para garantizar que tendrán armas. Más tarde esa noche, Enid le corta el cabello de Maggie, cuando de repente se desploma en el suelo, gritando y sosteniendo su estómago. en el final de la temporada, "Last Day on Earth", Rick, Carl, Sasha, Abraham, Eugene y Aaron conducen la RV para llevar a Maggie al médico de Hilltop, pero son atrapados y capturados por los Salvadores comandados por Simon. Negan llega y ve a una Maggie muy enferma, diciendo que debería sacarla de su miseria. Negan luego mata a uno del grupo, que también incluía a Daryl, Rosita, Glenn y Michonne, aunque no se muestra quién fue el asesinado.

### Séptima temporada (2016-17)
En el estreno de la temporada"The Day Will Come When You Won't Be," Maggie se ve obligada a ver a Abraham ser golpeado hasta morir por Negan, pero después de que un indignado Daryl intenta atacar a Negan, decide que debe matar a alguien como un "escarmiento" y comienza a golpear a Glenn también. A pesar del grave traumatismo craneal, Glenn logra decirle a Maggie que la encontrará antes de que Negan la mate. Después de la partida de los Salvadores, la ahora viuda de Glenn está angustiada y les dice a los demás que regresen a Alexandría y se preparen para la guerra y que ella pueda llegar sola a Hilltop. Sasha decide llevar a Maggie a la colonia Hilltop y mantenerla a salvo. En el episodio "Go-Getters," Maggie se recupera angustiada cuando el doctor de la comunidad la acoge en su consultorio diciéndole que tuvo un desprendimiento de placenta mientras le hace una ecografía para asegurarse del bienestar del bebé y le aconseja quedarse en la comunidad por su seguridad mientras él se hace cargo de su embarazo. Ella es consolada por Sasha y Jesús, pero se ve obligada a lidiar con la ignorancia de Gregory y su negativa a mantenerlas allí y cambia el apellido "Rhee". Maggie ayuda a detener un ataque en Hilltop usando un tractor para destruir a los caminantes que eran atraídos por el ruido de la radio del auto, y le da órdenes a Sasha, Jesús y demás miembros de la comunidad. Ella golpea a Gregory después de que él trata de entregarlos a los Salvadores y le dice que recuerde su nombre: Maggie Rhee. Enid llega a la colonia Hilltop y las tres cenan. Maggie es vista luego en el final de mitad de temporada "Hearts Still Beating", donde se demuestra que ella y Sasha se han vuelto bastante populares en la colonia Hilltop por su valentía. Más tarde se reúne con Rick, Michonne, Carl, Rosita y Tara, y también con Daryl, cuando llegan a la colonia Hilltop para planificar su próximo movimiento contra los Salvadores.
En el estreno de mitad de temporada "Rock in the Road", Maggie, junto con Rick, tratan de convencer a Gregory para que permita que Hilltop se una a Alexandria en su plan para rebelarse contra Negan, con Gregory en declive, las esperanzas no se pierden para Maggie, Daryl y Rick ya que, Enid aparece avisando al grupo que la gente de Hilltop desean aprender a pelear. En el episodio "The Other Side", se le ve a Maggie entrenando con la ayuda de Sasha, a los residentes de Hilltop y enseñándoles cómo lanzar cuchillos y los ciudadanos de Hilltop comienzan a verla como su líder, haciendo que Gregory pierda su prominencia en la comunidad. Simon y los Salvadores llegan a Hilltop, lo que hace que Maggie y Daryl se escondan en un sótano. Mientras se esconden, ambos hablan de Glenn, causando que Daryl se desmorone y llore, diciéndole a Maggie que lamenta haber incitado a Negan a matar a Glenn. Ella insiste en que la muerte de Glenn no fue su culpa y los dos se abrazan con Maggie diciéndole a Daryl que ganarán y vencerán a Negan. En el episodio "Something They Need", se ve a Maggie haciendo jardinería cuando Gregory se acerca a ella. Gregory, al darse cuenta de que la gente de Hilltop está empezando a ver a Maggie como su líder, intenta ofrecerle un frente unido en liderazgo. Maggie dice que ella considerará su oferta y él contempla matarla, pero en cambio, es salvado por Maggie cuando un caminante lo ataca. En el final de la temporada "The First Day of the Rest of Your Life", Maggie descubre que Sasha ha sido capturada por los Salvadores, Dwight se ofrece a ayudar a Alexandria y que Negan conoce el plan de rebelión de Rick. Jesús le pregunta a Maggie qué debe hacer Hilltop y Maggie dice que ayudarán a Alexandria. Maggie, Jesús y los ciudadanos de Hilltop viajan a Alexandría y se unen a Rick, y los demás luchan contra Negan y los Salvadores, lo que hace que Negan huya. Después de la batalla, Maggie y Jesús encuentran a Sasha, que ahora es una caminante, lo que hace que Maggie la apuñale con lágrimas en la cabeza. La temporada termina con Rick, Maggie y el Rey Ezekiel, cada uno de los líderes de sus respectivas comunidades, uniéndose y acordando declarar la guerra mientras ella recuerda a Glenn junto con Rick.

### Octava temporada (2017-18)
En el episodio de apertura de la temporada "Mercy" Maggie se une a Rick, Ezekiel y los demás en el asalto al Santuario. Al enterarse de la traición de Gregory a su pueblo, Jesús proclama que Hilltop ha encontrado una nueva líder en Maggie. Para el episodio "Monsters" Maggie ha regresado a Hilltop. Gregory llega suplicándole a Maggie que abra la puerta y lo perdone. Aunque parece indecisa, pero finalmente se rinde. Más tarde, Maggie, cuando Jesús trae a un gran grupo de Salvadores a la colonia Hilltop, Maggie no está segura de si mantenerlos como prisioneros estaría a salvo.

## Desarrollo y recepción crítica
La actriz Lauren Cohan fue anunciada oficialmente como Maggie Rhee en junio de 2011, junto con compañeros de reparto Scott Wilson y Pruitt Taylor Vince. Ella fue ascendida al reparto principal empezando desde la tercera temporada. Actualmente es uno de los personajes de más peso y una de las actrices femeninas en el serie televisiva más destacadas desde la segunda temporada hasta la quinta.
El personaje ha recibido críticas muy positivas, con muchos críticos elogiando la relación de Maggie con Glenn, el funcionamiento emocional de Lauren Cohan y el crecimiento del personaje, así como sus interacciones con Hershel Greene. El episodio "Cherokee Rose" marca a Glenn y Maggie en un primer encuentro sexual. Los críticos elogiaron el desarrollo de la relación entre Maggie y Glenn. Andrew Conrad de The Baltimore Sun dijo que la historia personificó un "romanticismo humeante", mientras que The Wall Street Journal 's Aarón Rutkoff lo llamó "el momento más divertido de la serie."  Goldman opinó que su encuentro íntimo fue espectacular; "Él es un buen tipo, ella parece una chica muy sana, y se sentía genial cuando ella notó que se sentía perfecto para que ellos sean una buena compañía."  Nick Venable de Cinema Blend afirmó que las interacciones entre Maggie y Glenn fue el punto culminante del episodio. "Me alegro de que los escritores están introduciendo este punto del libro de la trama cómica, ya que este espectáculo es seriamente necesario para una pareja en un armario llenos de esqueletos. Cuando Glenn toma accidentalmente una caja de condones para hacer el amor con Maggie, me reí con ganas. La conversación que siguió también me hizo sonreír, lo que hace que me pregunte por qué fue tan bueno poner humor en una serie de terror, lo cual provocó mucho la atención en el espectáculo."  fue sorprendido con la escena, y lo llamó "algo inesperado".
La relación progresa entre Maggie y Glenn en "Secrets" fue bien recibida por la crítica. Nate Rawlings de Time afirmó que sus interacciones llevaron el patetismo más emotivo.
El Rendimiento de Cohan en "Killer Within" fue elogiado por Eric Goldman.. Sin embargo Goldman más adelante elogió a Cohan en When The Dead Come Knockin cuando se hace referencia a la escena en la que El Gobernador la despoja de sus prendas, diciendo: "Lo más importante, lo que él hizo con ella era terrible como era, como él la obligó a desnudarse, la golpeó en una mesa y básicamente, hizo todo lo que pudo para tratar de romper mentalmente a ella. Diciéndole, en la cara de todo esto, "Haz lo que vas a hacer. Vete al infierno "fue un momento de gran alcance para Maggie. Lauren Cohan hizo el trabajo fabuloso aquí, mostrando a alguien al mismo tiempo aterrorizada y desafiante frente a un escenario infernal." 
En "Coda", la actuación de Cohan fue elogiado, en particular, la escena en la que Maggie reacciona ante la muerte de Beth. Laura Prudom de Variety dijo: "pocos momentos finales del episodio resultó ser algunas de las series 'más potente - tanto Lauren Cohan y Norman Reedus se dio un momento verdaderamente desgarrador en las reacciones después de la muerte de Beth, y era desgarrador ver la rápida transición de Maggie en un arranque de euforia cuando iba en búsqueda de su hermana quien aparentemente estaba viva, fue espectacular ese momento en el cual Maggie mostró su devastación al verla muerta a su hermana menor en el transcurso de los últimos veinte minutos." 